# Biez
Biez (en wallon Biè) est une section de la commune belge de Grez-Doiceau située en Région wallonne dans la province du Brabant wallon.
Formes anciennes : 1213 Berk, 1276 Bierg, signifiant hauteur (germanique *berga).
Village de la mairie brabançonne de Grez, sous le régime français.

## Démographie
- Sources:INS, Rem:1831 jusqu'en 1970=recensements, 1976= nombre d'habitants au 31 décembre